# Vincent Bouillard
Pour les articles homonymes, voir Bouillard.
Vincent Bouillard est un athlète français né le 26 juillet 1993. Spécialiste de l'ultra-trail, il a notamment remporté l’Ultra-Trail du Mont-Blanc en 2024, alors qu'il était coureur amateur et n'était pas cité parmi les favoris avant le départ. 

## Biographie
Vincent Bouillard naît le 26 juillet 1993 et grandit à Annecy. Il est ingénieur innovation et matériel pour la marque Hoka,, spécialisée dans le trail.

## Résultats
En mars 2023 il remporte le Gorge Waterfalls, un ultra-trail de 100 km à Cascade Locks dans l'Oregon. En octobre de la même année, il remporte l'épreuve de 100 miles du Kodiak Ultra Marathon, à Big Bear Lake en Californie, avec près de 2 heures d'avance sur le second. En juin 2024, il se place 5e de la Maxi-Race du Lac d'Annecy. Le 30 août 2024 il est au départ de l'Ultra-Trail du Mont-Blanc pour sa première participation. Les principaux favoris cités sont Jim Walmsley, Mathieu Blanchard, Germain Grangier, Tom Evans et Ludovic Pommeret, alors que Bouillard n'est pas cité dans la presse spécialisée ni parmi les favoris ni dans les candidats au top 10. Le début de course est mené par Jim Walmsley, mais entre les kilomètres 70 et 83 (Courmayeur) il perd beaucoup de temps et est doublé par un groupe d'environ 10 coureurs dont fait partie Vincent Bouillard. Tandis que Walmsley abandonne la course, Bouillard quitte Courmayeur en tête. Il mène ensuite la course jusqu'à la ligne d'arrivée. Derrière lui, de nombreux favoris abandonnent, certains affectés par la forte chaleur de la journée,. Sa victoire en tant que coureur amateur impressionne, parce qu'il l'emporte devant plusieurs coureurs professionnels et parce que ce n'était pas arrivé depuis plusieurs années sur l'UTMB.
En mars 2025, il s'aligne sur le Ultra Trail Chianti Castles, un ultra-trail de 120 km, et termine la course à la troisième place, devancé par Jim Walmsley et Kílian Jornet. Ce résultat le qualifie pour participer à la Western States 100-Mile Endurance Run, qui est son principal objectif pour la saison 2025. Il est cependant contraint à l'abandon sur cette course au 80ème miles. 
| no  | masculin           | Course                      | Longueur | Départ          | Temps            |
| --- | ------------------ | --------------------------- | -------- | --------------- | ---------------- |
| 2e  | Médaille d'argent  | Le Bélier                   | 27 km    | 24 août 2018    | 1 h 58 min 14 s  |
| 1er | Médaille d'or      | Le Bélier                   | 27 km    | 20 août 2022    | 1 h 57 min 7 s   |
| 1er | Médaille d'or      | Gorge Waterfalls            | 100 km   | 31 mars 2023    | 8 h 28 min 57 s  |
| 1er | Médaille d'or      | Kodiak Ultra Marathons 100M | 161 km   | 13 octobre 2023 | 16 h 22 min 8 s  |
| 5e  | 5e                 | Maxi-Race du Lac d'Annecy   | 94 km    | 1er juin 2024   | 9 h 43 min 39 s  |
| 1er | Médaille d'or      | Ultra-Trail du Mont-Blanc   | 176 km   | 30 août 2024    | 19 h 54 min 23 s |
| 3e  | Médaille de bronze | Ultra Trail Chianti Castles | 120 km   | 22 mars 2025    | 10 h 27 min 57 s |